# Bad Bunny
Benito Antonio Martínez Ocasio (Vega Baja, Puerto Rico, 10 de març de 1994), més conegut pel seu nom artístic Bad Bunny, és un cantant de reggaeton i trap llatinoamericà. El seu estil de música és generalment definit com trap i reggaeton, però també ha incorporat altres gèneres com el rock, la bachata i el soul. També és conegut per la seva entonació greu i rasposa alhora que el seu estil de vestir.
Nascut i criat al municipi de Vega Baja, Puerto Rico, Bad Bunny va començar a guanyar popularitat a la plataforma SoundCloud i va firmar un contracte amb un segell discogràfic mentre treballava en un supermercat com a envasador i estudiava a la Universitat de Puerto Rico a Arecibo.
«Soy Peor» va ser el seu primer single l'any 2017. Va col·laborar amb Cardi B i J Balvin en el single «I Like It» que va ser número 1 del Billboard Hot 100; i amb Drake a «Mia». El seu àlbum de debut X 100pre va ser llançat el desembre de 2018 i va guanyar el Grammy Latino per ser el Millor Àlbum de Música Urbana.
El seu àlbum col·laboratiu amb J Balvin, Osasis (2019), conté els exitosos senzills «Qué pretendes» i «La canción».
A principis de l'any 2020 va actuar a l'espectacle del mig temps de la Super Bowl LIV juntament amb Shakira i Jennifer Lopez, i es va convertir en el primer artista Llatinoamericà en ser portada de la revista Rolling Stone. Durant el mateix any, Bad Bunny va llançar el seu segon àlbum YHLQMDLG (abreviació de Yo hago lo que me da la gana); un àlbum sorpresa recopilatori, Las que no iban a salir; i el seu tercer àlbum d'estudi: El último tour del mundo, que es va convertir en el primer àlbum complet en espanyol en arribar al cim de la llista Billboard Global 200. A més a més, Bad Bunny va ser el primer artista Llatinoamericà en ser el més reproduït a Spotify durant l'any 2020.

## Biografia
Benito Antonio Martínez Ocasio va néixer el 10 de març del 1994 a la ciutat de San Juan, Puerto Rico. El seu pare, Tito Martinez, era conductor de camions, i la seva mare, Lysaurie Ocasio, una ja retirada mestra d'escola. La seva mare solia escoltar cançons de salsa, merengue i balades, com la de Juan Gabriel, «Abrázame muy fuerte», mentrestant Bad Bunny l'ajudava amb els cors. Benito va créixer a les platges de Puerto Rico, a la comunitat de Vega Baja, amb els seus pares i dos germans més petits, Benie i Bysael, els qui considera dels seus millors amics. Ell ha declarat haver crescut en una llar feliç, dient que «no era dels nens que solien córrer pel carrer, m'agradava estar a casa amb la meva família».
Volent ser un cantant des dels 5 anys, assistia a l'església amb la seva mare quan era petit i cantava al cor fins als 13 anys. Després de deixar de participar al cor, va desenvolupar interès per artistes que sonaven a la ràdio, com Daddy Yankee i Héctor Lavoe. La seva primera presentació com a solista va ser quan va interpretar la cançó de Juanes «Mala Gente» al espectacle de talents escolar.
El seu nom artístic prové d'una foto de la seva infància en la qual duu al cap unes orelles de conill i fa cara de pocs amics. Malgrat la seva timidesa durant l'època de la secundària, Benito solia fer freestyles per entretenir als seus companys de classe, desenvolupant una reputació a la seva escola per la seva creativitat i humor. Els seus interessos durant la seva adolescència incloïen l'skateboarding i la lluita lliure professional, d'on prové la inspiració per al seu estil de moda.
Parlant de la seva distància de la indústria musical de Puerto Rico, Bad Bunny va declarar: «Soc de Vega Baja, una àrea petita que no és una metròpoli com San Juan, que és d'on provenen la majoria d'artistes del gènere. Això és el més sorprenent i increïble de tot això, jo vaig venir del no res. Quan estava a l'escola solia aturar-me al balcó de casa meva cantant i la gent s'apropava a escoltar-me». A més a més va revelar que, quan era jove, la seva mare volia que fos un enginyer i el seu pare preferia que fos un jugador de beisbol, mentre que el seu mestre deia que seria millor que fos bomber. En canvi, ell va estudiar comunicació audiovisual a la Universitat de Puerto Rico, a Arecibo.

## Carrera musical

### 2016-2017: inicis de la carrera
Mentre treballava com empaquetador als supermercats Econo a Vega Baja durant l'any 2016, Bad Bunny penjava música com un artista independent a SoundCloud, on la seva cançó «Diles» va cridar l'atenció del productor DJ Luian qui el va contractar pel seu segell discogràfic Hear This Music. DJ Luian va introduir a Bad Bunny a l'equip de productors Mambo Kingz, els qui estaven intrigats en l'experimentació de la música i la moda de Benito. Des d'aleshores, va aconseguir entrar diverses voltes en la llista dels Estats Units Hot Latin Songs. El seu primer èxit, el senzill «Soy Peor», va ser el lloc número 22 a la llista Hot Latin Songs i va establir Bad Bunny com un pioner de l'escena del trap llatinoamericà. Deu mesos després de la publicació del vídeo oficial de la cançó, va aconseguir 330 milions de reproduccions en Youtube. La seva cançó «Krippy Kush», conjunta amb Farruko, també va ser un èxit. Al maig de 2017 la col·laboració de Bad Bunny en la cançó «Ahora Me llama» de Karol G va generar més de 700 milions de visualitzacions en Youtube i va aconseguir el lloc 10 a la llista Billboard Hot Latin Songs. El senzill va ser escrit per Marty Preciado d'NPR com un «himne de trap pesat i sense remordiments al poder de la feminitat, plens de hi-hats i subgreus pesats [que] desafia la masculinitat hegemònica, cantant sobre el respecte, l'amor i les decisions sexuals positives». «Ahora me llama» va ser catalogada com una de les millors cançons llatinoamericanes de 2017.
L'estiu del 2017, va signar un contracte exclusiu amb Cárdenas Marketing Network (CMD) per a diversos països llatinoamericans. Al juliol, va col·laborar en el senzill de Becky G «Mayores». Al novembre del mateix any, el seu tema «Tu no metes cabra» es va ubicar al lloc 38 de la llista Hot Latin Songs. El remix va demanar la sortida de presó d'Anuel AA. El mateix mes, va ser amfitrió al primer programa en espanyol de la radio Beats 1, Trap Kingz. Gairebé al mateix temps, la cançó «Sensualidad», llençada en col·laboració amb J Balvin i Prince Royce, es va ubicar al lloc número 10 de Hot Latin Songs, mentre que el remix de «Te boté», amb Ozuna i Nicky Jam, va aconseguir el número 1 en la mateixa llista. Bad Bunny va aparèixer en 15 cançons que van formar part de la llista Billboard Hot Latin Songs l'any 2017.

### 2018-2019: èxit internacional, X 100pre i Oasis
L'any 2018, Cardi B va col·laborar amb Bad Bunny i J Balvin en el senzill «I Like It», un tema que va aconseguir el primer lloc a Billboard Hot 100 dels Estats Units, i es va convertir en el primer senzill de Bad Bunny en ser número 1 en l'anomenada llista, a més a més de rebre la nominació al Grammy per Gravació de l'Any. L'11 d'octubre del 2018, va llançar el tema «Mía» en col·laboració amb l'artista Drake, que va aconseguir el número 5 al Billboard Hot 100. El novembre de 2018 va treure el tema «Te guste» amb Jennifer Lopez, amb un vídeo dirigit per Mike Ho.
Bad Bunny, va llançar el seu àlbum debut X 100pre la nit de Nadal de 2018, poc després de deixar el segell discogràfic de DJ Luian Hear This Music, revelant en una retransmissió en viu a Instagram que mai li van permetre realitzar un àlbum i també confessant que en realitat va ser ell mateix qui va produir la seva música. S'ajuntaria amb Rimas Entertainment per llançar el seu àlbum debut el 24 de desembre de 2018. A la web Metacritic, que assigna una qualificació normalitzada de 100, a partir de les crítiques de professionals, va rebre una puntuació de 84 basada en cinc revisions, que indica «aclamació universal». L'àlbum conté una gran varietat de gèneres musicals, incloent-hi pop punk, música andina, dembow dominicà, essent descrit com «una assotada de vent com si fos un concert de rock dels 80». Alexis Petridis del diari The Guardian va alabar la «creativitat sense filtres» de Bad Bunny, i opinava que «ell se sent menys part del pop actual que un artista que opera lleugerament adjacent a ell. Està separat del pack tant pel seu desig de prendre riscs com per les seves arrels». Des de 8 fins al 10 de març de 2019, Bad Bunny va interpretar una serie de concerts de cap de setmana amb entrades exhaurides al Coliseo de Puerto Rico José Miguel Agrelot. El concert inicial de 2 dates es va exhaurir en hores, el que va provocar una tercera data, després de molta especulació i demanda, incloent-hi entrades per estudiants amb un preu especial. X 100pre fou inclòs més tard a la llista votada per la indústria de Rolling Stone dels 500 millors àlbums de tots els temps (2020) en el lloc número 447.
El 28 de juny del 2019, Bad Bunny va llançar Oasis, un àlbum col·laboratiu de vuit cançons amb J Balvin. El disc va ser llançat durant la nit i es va considerar un llançament sorpresa. Els dos artistes es van conèixer per primer cop en un concert de Balvin a Puerto Rico, quan Bad Bunny estava encara dedicant-se a penjar música a SoundCloud, i després van col·laborar a la cançó de 2017 «Si tu novio te deja sola». La química entre tots dos va ser tan forta que se'ls va ocórrer la idea de publicar un àlbum conjunt. Oasis va aconseguir el número 9 al Billboard Hot 100 i va encapçalar la llista Latin Album Estados Unidos. Aquell mateix any, va actuar al principal escenari de Coachella.
Una cançó de protesta, «Afilando los cuchillos» amb les lletres de Bad Bunny i Residente, es va llançar durant les protestes de Puerto Rico l'any 2019 en contra de Ricardo Rosselló. La cançó va obtenir 2,5 milions de visites a Youtube només en un dia de la seva publicació. Dies després, després de la renuncia de Rosselló, Residente i Bad Bunny van llançar el senzill «Bellacoso», realitzat a causa d'una aposta de Residente de fer un tema de reggaeton «ballable» si Rosselló renunciava.

### 2020-Actualitat: YHLQMDLG, Las que no iban a salir, i El Último Tour del Mundo
A inicis de l'any 2020, es va començar a rumorejar el nom del seu proper àlbum d'estudi quan Bad Bunny l'escrivia freqüentment a les seves xarxes socials. El títol de l'àlbum es va mencionar per primer cop durant una seqüència del vídeo musical del senzill Vete. El febrer de 2020, va ser convidat a l'Espectacle del mig temps de la Super Bowl LIV, encapçalat per Jennifer Lopez i Shakira. Durant l'esdeveniment Calibash del 2020 realitzat a l'Staples Center de la ciutat de Los Ángeles, va confirmar que el nom de l'àlbum seria YHLQMDLG. El 2 de febrer, va anunciar que l'àlbum sortiria aquell mateix mes, i que contindria un total de vint cançons. Finalment, va anunciar l'àlbum juntament amb la seva portada oficial el 27 de febrer de 2020, durant una aparició al programa de televisió The Tonight Show Starring Jimmy Fallon. La portada va ser duta a terme pel director i fotògraf Germán de la Fuente.
Va llançar l'àlbum YHLQMDLG la mitjanit del 29 de febrer de 2020. El títol significa "Yo hago lo que me da la gana" i compta amb col·laboracions amb Daddy Yankee, Jowell & Randy, Ñengo Flow, entre d'altres. L'àlbum és un homenatge a les marquesinas (festes de garatge) a les quals Bad Bunny solia assistir, i presenta moltes picades d'ullet al reggaeton de principis i mitjans de la dècada dels 2000. A la cançó final de l'àlbum <3 , l'artista va anunciar la seva intenció de retirar-se després de llançar un àlbum més, amb la lletra que deia: I en nou mesos torno i en faig un altre, per retirar-me tranquil com Miguel Cotto, fent referència a la jubilació del boxejador porto-riqueny. Va assenyalar que l'estrés i la fama han tingut un impacte negatiu en la seva salut mental. Va debutar en el número dos en el Billboard 200 dels Estats Units, convertint-se en l'àlbum en espanyol que va aconseguir la posició més alta en tota la història de l'anomenada llista. L'àlbum va ser rebut amb aclamació de la crítica, qui va elogiar la diversitat musical del disc. Per la promoció de l'àlbum es van estrenar les cançons Vete com a senzill principal, Ignorantes en col·laboració amb el cantant panameny Sech i La difícil. El març del 2020 Bad Buny va llançar el vídeo musical de Yo Perreo Sola, en el qual l'artista balla vestit de drag queen. El fotograma final del vídeo denuncia l'assetjament sexual envers les dones, hi diu: "Si ella no vol ballar amb tu, respecta-la, ella perrea sola". Sobre la cançó i el vídeo, Bad Bunny va dir: "ho vaig escriure des de la perspectiva d'una dona. Volia que la veu d'una dona cantés -yo perreo sola- perquè no significa el mateix quan un home la canta. Però a vegades em sento com una dona". Yo Perreo Sola va aconseguir el número 1 a la llista Billboard Latin Airplay, guanyant Bad Bunny el seu novè No.1 a la llista en poc més de dos anys.
El 4 d'abril del 2020 va treure, a través de la plataforma SoundCloud, la cançó inspirada en el COVID-19 En Casita, que expressava solidaritat cap a la resta de persones en quarantena i va comptar amb les veus de la seva parella, Gabriela Berlingeri. El 10 de maig, va estrenar l'àlbum recopilatori Las que no iban a salir, que compta amb la participació de Don Omar, Zion & Lennox, Nicky Jam, Yandel, d'entre altres, i el qual és una recopilació de cançons que no van ser acabades ni publicades. Les cançons després van ser interpretades en un vídeo en directe d'Instagram que Bad Bunny va fer a l'abril. Discutint el llançament sorpresa de l'àlbum Bad Bunny va dir: "No tenia cap significat real. Només vaig pensar: Merda, la gent necessita entreteniment"". Bad Bunny, va estar rodant el seu paper secundari a Narcos: Mèxic abans que el rodatge s'aturés a causa de la pandèmia.
El juliol de 2020, Bad Bunny va aparèixer a la portada digital de la revista Playboy, com el primer home a ser portada des del fundador de la mateixa revista, Hugh Hefner. La portada va ser retratada pel fotògraf Stillz a Miami, Florida, i a la revista s'inclou un article anomenat "Bad Bunny is Not Playing God" (Bad Bunny no està jugant a ser déu). També va rebre el premi ASCAP Latino al Compositor de l'any. El mes següent, la seva cançó Pero Ya no va aparèixer a la campanya presidencial de 2020 del candidat Joe Biden. El 20 de setembre, Bad Bunny va interpretar un concert gratuït sorpresa a través de la plataforma Youtube des de dalt d'un camió pla que semblava un vagó de metro que passava pels carrers de Nova York fins a l'Hospital Harlem. Amb una caranava que icloïa policies i vehicles parpellejant els seus llums, el vagó de metro amb Bad Bunny muntat va passar pel Bronx i Washington Heights a Manhattan. L'octubre del 2020, Bad Bunny va llançar el senzill Dákiti amb Jhay Cortez, el qual va aconseguir situar-se en primer lloc al Billboard Global 200, i va aconseguir el cinquè lloc al US Hot 100. La cançó està inclosa en el seu tercer àlbum, El Último Tour del Mundo, que va sortir a la llum el 27 de novembre del 2020 i el qual va ser descrit com un disc ambiciós i personal. Es va convertir en el primer disc complet en espanyol a aconseguir la primera posició al Billboard 200.
Bad Bunny i YHLQMDLG es van convertir respectivament en l'artista i l'àlbum més reproduït a Spotify durant l'any 2020. Va marcar la primera vegada que un artista musical en llengua no anglesa encapçalés la llista de cap d'any, amb un article de The Guardian considerant-lo "l'estrella pop més gran del món" per les seves nombroses reproduccions. L'àlbum va rebre una nominació per un Premi Grammy al Millor àlbum de pop o urbà llatinoamericà. El 20 de febrer de 2021, Bad Bunny va interpretar La Noche de Anoche amb l'artista Rosalía i Te deseo Lo Mejor a Saturday Night Live, conduït per Regé-Jean Page, a més a més d'aparèixer a l'sketch musical gravat prèviament "Loco" i "Sea Shanty".
El divendres 13 d'octubre de 2023, l'artista porto-riqueny va publicar el seu cinquè i més recent àlbum d'estudi, titulat "nadie sabe lo que va a pasar mañana". El projecte va comptar amb 22 senzills i col·laboracions amb els artistes Young Miko, Mora, Bryant Myers, Luar L, YovngChimi, Eladio Carrión, Feid, Arcángel, Ñengo Flow i De la Ghetto. L'àlbum va ser el més reproduït de tot el 2023 a Spotify, aconseguint la marca en un dia. Destaca d'aquest àlbum el títol completament escrit en majúscules, mentre que totes les cançons es troben en minúscules.

### Controvèrsia amb la cançó de FlowGPT
El 4 d'octubre del 2023, FlowGPT va publicar la cançó NostalgIA, la qual estava creada amb una Intel·ligència Artificial i utilitzava la veu de Bad Bunny i altres cantants de la indústria musical actual. Aquesta es va fer ràpidament viral a TikTok i la seva popularitat va créixer exponencialment. Tot i això, Bad Bunny no va reaccionar bé a aquesta cançó que utilitzava la seva veu sense el seu consentiment. Mitjançant el seu canal de Whatsapp, va comunicar als seus fans que si els agradava la cançó que era viral a TikTok, es sortissin d'aquell grup, ja que no estaven valorant el seu nou disc.

## Art

### Estil líric i musical
Bad Bunny, és primordialment un artista de Trap Llatinoamericà i reggaeton. Com se'l descriu a un article de la revista Rolling Stone, canta i rapeja amb un "to conversacional", emprant un "to baix i compost, amb melodies que enganxen i una cadència de raper". A una entrevista amb Billboard, Bad Bunny va declarar que les seves majors inspiracions musicals mentre creixia van ser Héctor Lavoe, Vico C, Daddy Yankee i Marc Anthony. De petit, solia escoltar freqüentment salsa i merengue gràcies al seu pare i balades per part de la seva mare. Quan va descobrir la música en anglès, es va veure influenciat pel trap i el hip-hop.
Durant la seva adolesència, va passar per "temporades musicals" en les quals escoltava gairebé exclusivament un determinat estil de música; el cantant reflexiona que "hi va haver una temporada de bachata, temporada d'indie-pop, inclús temporada de Bee-Gees". Daddy Yankee és una gran influència per Bad Bunny, però Lavoe és la seva major inspiració i es descriu com "un bri fonamental de l'ADN musical de Bad Bunny". Després va explicar que, quan creixia, entretenia als veïns des del seu balcó interpretant cançons de Lavoe. Tot i que principalment és un artista de trap i reggaeton, les seves cançons també inclouen influències del soul, del pop i de l'R&B. Va abordar la seva experimentació musical afirmant: "Si demà vull treure un disc de rock o bachata, ningú em pot dir res. Perquè jo no? S'ha d'intentar unificar públics, unificar països, unificar gustos musicals, unir a la gent". També va experimentar amb el "garage-pop punk" a la cançó Tenemos que hablar del seu àlbum X 100pre. A AllMusic, Thom Jurek va comentar que l'àlbum "va expandir els límits del trap llatinoamericà fins als marges del pop". Vàries publicacions li han atribuit el mèrit d'haver introduït el trap llatinoamericà al mercat de la música en anglès.
Segons Timothy Monger d' AllMusic, les seves lletres "van des de l'humor fins al desamor i la ira (a vegades a la mateixa cançó)". Al parlar de l'àlbum Oasis, col·laboració entre Bad Bunny i J Balvin, Joe Coscarelli va assenyalar que els dos artistes "creen lletres amb referències geogràfiques específiques i al·lusions culturals, sense mostrar concessions per les audiències blanques dels Estats Units a les que, no obstant això, els agrada la seva música. Segons Paper, altres temes explorats a la música de Bad Bunny inclouen "l'amor propi, la inclusió i l'acceptació LGBTQ". Les seves cançons "Yo Perreo Sola" i "Bellacoso" (amb l'artista Residente) denuncien l'assetjament sexual, aquesta última inspirada en el moviment feminista de Puerto Rico, especialment en les protestes contra el governador Ricardo Rosselló.

### Imatge
El seu sentit de la moda ha estat destacat pels mitjans de comunicació. Vanessa Rosales, de la CNN, va opinar que "de rosa, flors i pantalons curts, Bad Bunny defensa una nova masculinitat". Segons Vogue, Bad Bunny és un "conegut fanàtic de les ulleres de sol". El raper va fer broma una vegada dient que poder portar ulleres de sol a la nit era una motivació clara per convertir-se en artista. El seu comportament tan variant de gènere està a la vista en molts dels seus vídeos, i quan, a les gales de premis, apareix amb les ungles llargues i ben cuidades i polides. Ben Beaumont-Thomas, de The Guardian, va opinar l'any 2020 que el seu estil va influir en altres artistes llatinoamericans que "sovint comparteixen la seva acolorida barreja de roba de carrer i sastreria". Al vídeo del seu single "Estamos Bien", es veu a Bad Bunny gaudint del seu temps amb els seus amics i després polint les seves ungles amb un esmalt de color púrpura i assecant-les amb un bufador. El seu vídeo "Yo Perreo Sola" mostra a l'artista actuant en la seva versió drag. El seu sentit de la moda també està influenciat pel seu interés en l'skateboarding de quan era adolescent. Després d'entrevistar-lo l'any 2018, els entrevistadors de NPR Félix Contreras i Jasmine Garsd van dir que una de les coses que més els cridà l'atenció va ser la seva humilitat.
L'extravagant presència de Bad Bunny a les xarxes socials ha acaparat l'atenció de mitjans de comunicació durant la pandèmia de COVID-19. El 2 de maig de 2020 va organitzar una sessió d'Instagram en directe de tres hores de duració, a la qual més de 250.000 expectadors van estar connectats en tot moment, arribant al punt on per un moment hi va haver 320.000 espectadors. L'artista de Houston Cynthia Coronado va pintar un quadre d'un popular post del raper prenent el sol mentre duia unes ulleres de sol amb forma de cor durant la quarantena, i Bad Bunny va oferir comprar el quadre a través d'Instagram per 5.000 dòlars. El 14 de maig de 2020, Rolling Stone va presentar Bad Bunny a l'article de portada de la revista titulat "Bad Bunny en Cautiverio", un relat detallat de la quarantena que va passar el traper a un Airbnb de Puerto Rico. Bad Bunny es va convertir en el primer artista urbà llatinoamericà en aparèixer a la portada de la revista. A més a més, les fotos del reportatge foren creades per Gabriela Berlingeri, dissenyadora de joies i parella de Bad Bunny, el que la converteix en la primera dona llatinoamericana en realitzar un reportatge de portada per la revista. Amb el reportatge, l'editora de música llatinoamericana de Rolling Stone, Suzy Exposito, també es va convertir en la primera llatinoamericana a escriure un article de portada per la revista.
En relació amb la seva passió durant la seva infantesa per la lluita lliure professional, a l'inici del seu vídeo musical "Chambea" presenta una introducció del lluitador Ric Flair. Al parlar de l'experiència, Bad Bunny va explicar: "[fent el vídeo], vaig seguir dient, falta alguna cosa, falta alguna cosa. Aleshores se'm va ocórrer, posem un lluitador llegendari aquí. Quan vaig arribar al vídeo estava nerviós, realment nerviós, i no sabia si ell seria humil o més com el personatge. Però és un súper, superbona persona i ens vam fer amics!". L'interès de Bad Bunny per la lluita lliure també va influir en el seu desig d'explorar l'estil androgen i femení, i ell mateix va explicar: "Cada lluitador té la seva manera de ser i tothom els respecta. Tenen el cabell llarg i poden pintar-se la cara, però són éssers molt forts i poderosos".

## Discografia

### Àlbums d'estudi
- X 100pre (2018)[71]
- YHLQMDLG (2020)
- El último tour del mundo (2020)[72]
- Un Verano Sin Ti (2022)
- DeBÍ TiRAR MáS FOToS (2025)

### Àlbums col·laboratius
- Oasis (2019) és un disc conjunt amb J Balvin[24]

### Àlbums recopilatoris
- Las que no iban a salir (2020)[73]

## Gires
- La Nueva Religión Tour (2018)
- X 100Pre Tour (2019)
- El último tour del mundo (2022)
- World's Hottest Tour (2022)

## Premis i nominacions

### Premis Grammy
| Any  | Categoria                                           | Nominació        | Resultat  | Ref.   |
| ---- | --------------------------------------------------- | ---------------- | --------- | ------ |
| 2017 | Cançó de l'any                                      | "I Like It"      | Nominat   | [ 74 ] |
| 2020 | Millor àlbum alternatiu, rock o urbà llatinoamericà | X 100pre         | Nominat   | [ 74 ] |
| 2020 | Millor àlbum alternatiu, rock o urbà llatinoamericà | Oasis            | Nominat   | [ 74 ] |
| 2021 | Millor interpretació de dúo o grup pop              | Un día (One day) | Nominat   | [ 74 ] |
| 2021 | Millor àlbum de pop o urbà llatinoamericà           | YHLQMDLG         | Guanyador | [ 74 ] |

### Premis Grammy Llatinoamericans
| Any  | Categoria                         | Nominació                                   | Resultat  | Ref.          |
| ---- | --------------------------------- | ------------------------------------------- | --------- | ------------- |
| 2017 | Millor Fusió/Interpretació Urbana | "Si Tu Novio Te Deja Sola" (amb J Balvin)   | Nominat   | [ 75 ] [ 76 ] |
| 2018 | Millor Cançó Urbana               | "Sensualidad" (amb J Balvin i Prince Royce) | Nominat   | [ 77 ]        |
| 2019 | Millor Àlbum de Música Urbana     | "X 100pre"                                  | Guanyador | [ 78 ]        |
| 2019 | Millor Fusió/Interpretació Urbana | "Tenemos Que Hablar"                        | Nominat   | [ 78 ]        |
| 2020 | Gravació de l'Any                 | "Vete"                                      | Nominat   | [ 79 ]        |
| 2020 | Àlbum de l'Any                    | YHLQMDLG                                    | Nominat   | [ 79 ]        |
| 2020 | Àlbum de l'Any                    | Oasis (amb J Balvin)                        | Nominat   | [ 79 ]        |
| 2020 | Millor Fusió/Interpretació Urbana | "Hablamos mañana" (Duki i Pablo Chill-E)    | Nominat   | [ 79 ]        |
| 2020 | Millor Fusió/Interpretació Urbana | "Cántalo" (Ricky Martin i Residente)        | Nominat   | [ 79 ]        |
| 2020 | Millor Interpretació Reggaeton    | "Yo Perreo Sola"                            | Guanyador | [ 79 ]        |
| 2020 | Millor Àlbum de Música Urbana     | YHLQMDLG                                    | Nominat   | [ 79 ]        |
| 2020 | Millor Àlbum de Música Urbana     | Oasis (amb J Balvin)                        | Nominat   | [ 79 ]        |
| 2020 | Millor cançó de Rap/Hip Hop       | "Kemba Walker" (amb Eladio Carrión)         | Nominat   | [ 79 ]        |

### Premis Juventut
| Any  | Categoria         | Nominació | Resultat | Ref.          |
| ---- | ----------------- | --------- | -------- | ------------- |
| 2017 | Artista Revelació | Bad Bunny | Nominat  | [ 80 ] [ 81 ] |

### iHeartRadio Music Awards
| Any  | Categoria                   | Nominació | Resultat | Ref.   |
| ---- | --------------------------- | --------- | -------- | ------ |
| 2018 | Millor Artista Nou de l'Any | Bad Bunny | Nominat  | [ 82 ] |

### Billboard Latin Awards
| Any  | Categoria         | Nominació | Resultat | Ref.   |
| ---- | ----------------- | --------- | -------- | ------ |
| 2018 | Artista Revelació | Bad Bunny | Nominat  | [ 83 ] |

### Billboard Music Awards
| Any  | Categoria       | Nominació                           | Resultat | Ref.   |
| ---- | --------------- | ----------------------------------- | -------- | ------ |
| 2018 | Top Latin Songs | "Mayores" (Becky G feat. Bad Bunny) | Nominado | [ 84 ] |

### Latin American Music Awards
| Any  | Categoria              | Nominació                           | Resultat  | Ref.   |
| ---- | ---------------------- | ----------------------------------- | --------- | ------ |
| 2018 | Artista de l'any       | Bad Bunny                           | Guanyador | [ 85 ] |
| 2018 | Nou Artista de l'Any   | Bad Bunny                           | Nominat   | [ 85 ] |
| 2018 | Cançó de l'Any         | "Mayores" (Becky G feat. Bad Bunny) | Nominat   | [ 85 ] |
| 2018 | Cançó pop preferida    | "El baño"                           | Nominat   | [ 85 ] |
| 2018 | Cançó urbana preferida | "Mayores" (Becky G feat. Bad Bunny) | Guanyador | [ 85 ] |

### MTV Video Music Awards
| Any  | Categoria        | Nominació                            | Resultat  | Ref.   |
| ---- | ---------------- | ------------------------------------ | --------- | ------ |
| 2018 | Cançó de l'estiu | "I Like It" (feat Cardi B, J Balvin) | Guanyador | [ 86 ] |

### BET Hip Hop Awards
| Any  | Categoria                        | Nominació                            | Resultat | Ref.   |
| ---- | -------------------------------- | ------------------------------------ | -------- | ------ |
| 2018 | Millor vídeo Hip-hop             | "I Like It" (feat Cardi B, J Balvin) | Nominat  | [ 87 ] |
| 2018 | Millor col·laboració, dúo o grup | "I Like It" (feat Cardi B, J Balvin) | Nominat  | [ 87 ] |
| 2018 | Cançó de l'any                   | "I Like It" (feat Cardi B, J Balvin) | Nominat  | [ 87 ] |